# Толстоголовка протовидная
Толстоголовка протовидная или толстоголовка желтоватая (лат. Muschampia proteides) — бабочка из семейства толстоголовок.

## Этимология названия
Название указывает на сходство вида с видом Muschampia proto. Прото (греческая мифология) — морская нимфа, дочь Нерея..

## Систематика
Ранее для территории Юго-восточной Европы приводился вид Muschampia proto Ochsenheimer, 1808 (типовая местность — Португалия). Данный вид характеризуется значительной разорванностью своего глобального ареала. Морфологически вид Muschampia proto отличается от толстоголовки протовидной беловатым фоном нижней стороны задних крыльев с желтовато-оливковым оттенком у самцов, значительным развитием белесого опыления на верхней стороне крыльев, в то время как нижняя сторона крыльев толстоголовки протовидной — светло-коричневого цвета.
Рисунок и окраска крыльев у обоих видов изменчивы. Однако у всех исследованных талышских экземпляров имеется дополнительное белое пятнышко в постдискальной перевязи на передних крыльях. У турецких Muschampia proteides данный признак также присутствует, хотя и не у всех бабочек.
Сравнение нуклеотидных последовательностей мтДНК, полученных от экземпляров бабочек из Талыша (юг Азербайджана) показало их незначительное различие от Muschampia proteides с территории Турции.
Гусеницы с Западного Кавказа, Малого Кавказа (Азербайджан) и Восточного Кавказа (Азербайджан, Дагестан) отличаются серой, более-менее однотонной окраской. Такую же окраску имеют гусеницы из Западной Европы и Крыма. Окраска же талышских гусениц является пёстрой.

## Ареал и места обитания
Малая Азия, Ближний Восток (Ирак, Ливан), Иран, Закавказье, Большой Кавказ, Крымский полуостров, юг европейской части России и юго-восток Украины.
Известен с южного побережья Крымского полуострова. Ареал простирается от Харьковской и Луганской областей на восточной Украины, далее- по южной части бассейна реки Дон, Нижнему Поволжью, степному Предкавказью, Большому Кавказу.
Бабочки населяют луговые степи, предгорные остепненные луга, пойменные степи.

## Биология
Развивается в одном поколении за год. Время лёта наблюдается в конце июня — сентябре. Вылет бабочек очень растянут и основная их масса появляется только к середине августа и летают до конца сентября. Бабочки летают над участками цветущей растительности, кормятся нектаром травянистых растений. Гусеницы питаются растениями рода зопник.